# Гемуев, Измаил Нухович
Измаи́л Ну́хович Гему́ев (карач.-балк. Гемуланы Нухну жашы Исмаил; 1 июня 1942, Железнодорожный, Коми АССР — 17 июня 2005, Новосибирск) — советский и российский историк, этнограф. Доктор исторических наук, профессор. Специалист по этнокультурной истории народов Северо-Западной Сибири. Член Президиума Ассоциации этнографов и антропологов России. Внес вклад в изучение семейных отношений селькупов, традиционного мировоззрения, мифологии манси, является одним из основоположников Сибирской научной школы этнографии.

## Биография
- окончил среднюю школу № 42 Печерской железной дороги.
- 1959—1962 — обучался в Пушкинском военном радиотехническом училище войск ПВО.
- 1962—1966 — офицер зенитно-ракетных войск ПВО в Советской армии. Демобилизован по состоянию здоровья.
- 1966—1968:
  - инженер радиоцентра Кабардино-Балкарской АССР.
  - инженер-технолог нальчикского завода «Севэлектроприбор».
  - старший инженер-технолог томского специального конструкторского бюро математических машин и тензометрических приборов.
- 1968—1972 — учёба на историческом факультете Томского государственного университета.
- 1972—1977 — учитель средних классов в школе № 15 в с. Белая речка, недалеко от г. Нальчика, КБР[5].
- С 1978 — научный сотрудник Института истории, филологии и философии СО АН СССР.
- 1980 — защита кандидатской диссертации[6]
- 1991 — в совете Института археологии и этнографии Сибирского отделения АН СССР защитил докторскую диссертацию «Религиозно-мифологические представления манси» на соискание ученой степени доктора исторических наук[7][8].
- с 1992 — заведующий сектором этнографии Сибири, зам. директора Института археологии и этнографии СО РАН. Руководил студентами и аспирантами из Томска, Бийска, Абакана, Новосибирска. Под его научным руководством было защищено 10 кандидатских и 1 докторская диссертация[6]. Одновременно — профессор кафедры всеобщей истории Бийского государственного педагогического института[8], почетный профессор Томского Государственного Университета.

## Семья
- И. Н. Гемуев был родственником заместителя председателя облисполкома Кабардино-Балкарии Ако Гемуева. В 1931 г. Ако Гемуев был объявлен «врагом народа», после чего на Кавказе началась борьба с «гемуевщиной».[8]
- Отец — Гемуев Нух Адилович, был усыновлен Ако Гемуевым, учился на рабфаке в Москве. После репрессий в отношении Ако Гемуева, он по совету М. И. Ульяновой (младшей сестры В. И. Ленина) переехал из Москвы в Одессу, затем в Воркуту. После смерти И. В. Сталина Н. А. Гемуев вернулся в Кабардино-Балкарскую АССР, где работал начальником телефонно-телеграфной станции в г. Нальчике.
- Мать — Гемуева Нина Леонидовна работала заведующей контрольной лабораторией теста ресторанов и столовых в г. Нальчике, КБР.

## Награды
- Заслуженный деятель науки РФ (1998).

## Труды
- Семья у селькупов (XIX — начало XX в). — Новосибирск, 1984.
- Гемуев И. Н., Сагалаев А. М. Религия народа манси: Культовые места. XIX — начало XX в. / Отв. ред. Е. И. Деревянко; АН СССР, Сиб. отд-ние, Ин-т истории, филологии и философии. — Новосибирск: Наука, 1986. — 192 с. — 2350 экз.
- Мировоззрение манси: Дом и Космос. — Новосибирск, 1990.
- Небесный всадник. Жертвенные покрывала манси и хантов. — Новосибирск, 2001.
- Мифология манси. — Новосибирск, 2001.